# La Fureur dans le sang
Cet article concerne le roman. Pour la série télévisée, voir La Fureur dans le sang (série télévisée).
La Fureur dans le sang (The Wire in the Blood dans l'édition originale en anglais) est un roman policier de Val McDermid, publié en 1997.

## Résumé
Un populaire animateur de télévision britannique semble impliqué dans les disparitions de plusieurs adolescentes. C'est du moins la conviction de l'inspecteur Shaz Bowman chargé de l'enquête, bien qu'il manque de preuves pour procéder à une arrestation. Sans que rien le laisse présager, Tony Hill, directeur d'une nouvelle cellule de profilage, et Carol Jordan, qui est sur la piste d'un pyromane du Yorkshire, vont se retrouver au centre de l'enquête que mène l'inspecteur Shaz.

## Éditions
Éditions en anglais
- (en) Val McDermid, The Wire in the Blood, Londres, HarperCollins, 3 novembre 1997, 384 p. (ISBN 978-0-00-225591-2)Première édition britannique.

Éditions en français
- Val McDermid (auteur) et Pascal Loubet (traducteur), La Fureur dans le sang [« The Wire in the Blood »], Paris, Éditions du Masque, 7 juillet 1998, 485 p. (ISBN 978-2-7024-7876-9, BNF 36994994)
- Val McDermid (auteur) et Pascal Loubet (traducteur), La Fureur dans le sang [« The Wire in the Blood »], Paris, Librairie générale française, coll. « Le Livre de poche » (no 17100), 1999, 570 p. (ISBN 978-2-253-17100-3, BNF 37087274)
- Val McDermid (auteur) et Pascal Loubet (traducteur) (trad. de l'anglais), La Fureur dans le sang [« The Wire in the Blood »], Paris, J'ai lu, coll. « J'ai lu Thriller » (no 8391), 2 mai 2007, 504 p. (ISBN 978-2-290-00425-8, BNF 41041341)

## Adaptation télévisée
Le roman a fait l'objet d'une adaptation pour la télévision, en 2002, dans une série télévisée également intitulée La Fureur dans le sang. En anglais, la série télévisée est intitulée Wire in the Blood, sans l'article initial « the » figurant dans le titre du roman.
Le roman La Fureur dans le sang a été adapté sous le titre Chapelle ardente (Shadows Rising), diffusé en deuxième épisode de la première saison.
D'autres épisodes de cette série reprennent des romans de Val McDermid (qui ne mettaient pas tous en scène les personnages de Tony Hill et Carol Jordan), tandis que d'autres épisodes sont des scénarios non adaptés d'œuvres de Val McDermid.